# كيكيش
كيكيش هي قرية تقع في إقليم كوفاسنا في رومانيا. أكثر من نصف سكان القرية من الهنغار.